# تینا وایزمن
تینا وایزمن (انگلیسی: Tina Wiseman؛ ۲۶ سپتامبر ۱۹۶۵ – ۲۰ فوریهٔ ۲۰۰۵) هنرپیشه اهل ایالات متحده آمریکا بود.